# Danielle Godet
Pour les articles homonymes, voir Godet.
Danielle Godet, née le 30 janvier 1927 à Paris 12e et morte le 12 novembre 2009 à Osny, est une actrice française de cinéma et de théâtre.

## Biographie
Née le 30 janvier 1927 à Paris 12e, elle fait une courte apparition dans Le silence est d'or de René Clair.

Le premier film en vedette de la comédienne (L'Idole, d'Alexander Esway avec Yves Montand) sera à la fois un cuisant échec critique et public.

L'actrice se voit proposer le rôle principal de Manon Lescaut que prépare Henri-Georges Clouzot. Finalement, le rôle lui échappera (et sera confié à Cécile Aubry) lorsque Danielle Godet refusera les avances du metteur en scène, selon les dires de la comédienne dans son livre de souvenirs.
Après ce mauvais départ, la jeune actrice, désillusionnée, tourne plusieurs films à tendance musicale, et on va beaucoup la voir pendant une dizaine d’années. On la voit notamment à l'affiche de Nous irons à Monte-Carlo de Jean Boyer qui remportera un beau succès commercial. 
L'actrice apparait souvent dans des films aux succès mitigés, basés principalement sur la notoriété d'une vedette de l'époque. Elle donne ainsi la réplique au célèbre animateur radio Zappy Max dans le film Quitte ou double (dans lequel on aperçoit également Line Renaud), à Luis Mariano dans le film musical espagnol L'Aventurier de Séville ou encore au grand ténor Benjamino Gigli dans son ultime rôle à l’écran (Taxi de nuit). Elle est aussi une ravissante Constance Bonacieux, dans les bras de Georges Marchal, dans Les Trois Mousquetaires d'André Hunebelle. 
Moins demandée avec l'essor de la Nouvelle Vague, Danielle Godet va beaucoup tourner en Espagne, notamment pour le réalisateur Jess Franco qui va lui confier différents rôles dans des films mineurs.
Elle meurt le 12 novembre 2009 à Osny, et est enterrée dans le cimetière intercommunal de Boissy-l'Aillerie.

## Filmographie
- 1943 : L'Homme sans nom de Léon Mathot : une figurante
- 1947 : Le silence est d'or de René Clair : une spectatrice
- 1947 : Ploum ploum tra la la de Robert Hennion
- 1948 : L'Idole d'Alexander Esway : Françoise
- 1949 : Une femme par jour de Jean Boyer : Sabine
- 1950 : Le Chevalier de Londres (The Elusive Pimpernel) de Michael Powell : Suzanne de Tournai
- 1950 : La Souricière d'Henri Calef : Jacqueline
- 1950 : Taxi de nuit de Carmine Gallone : Laura Morani
- 1951 : Identité judiciaire d'Hervé Bromberger : la secrétaire du commissaire
- 1952 : Nous irons à Monte-Carlo (Monte Carlo Baby) de Jean Boyer : Jacqueline
- 1953 : Les Trois Mousquetaires d'André Hunebelle : Constance Bonacieux
- 1953 : Quitte ou double de Robert Vernay : Marie Chassagne
- 1954 : Boum sur Paris de Maurice de Canonge : Monique Calchas
- 1954 : Votre dévoué Blake de Jean Laviron : Michèle Marley
- 1954 : L'Aventurier de Séville de Ladislas Vajda : Rosine
- 1956 : Ces sacrées vacances de Robert Vernay : Gina Carigan
- 1957 : Paris clandestin de Walter Kapps
- 1958 : Arènes joyeuses de Maurice de Canonge : Marina
- 1958 : Le Souffle du désir d'Henri Lepage : Christiane Méry
- 1959 : Y'en a marre d'Ivan Govar : Colette
- 1959 : Nuits de Pigalle de Georges Jaffé : Annie Pervenche
- 1960 : Un couple de Jean-Pierre Mocky : Christine
- 1960 : Mariquita, fille de Tabarin de Jesús Franco
- 1961 : Le Capitaine Fracasse de Pierre Gaspard-Huit : Sérafina, une comédienne de la troupe
- 1962 : Les Honneurs de la guerre  de Jean Dewever : Monique
- 1962 : Horace 62 d'André Versini : Mademoiselle Lherminier
- 1969 : Ce merveilleux automne (Un Bellissimo novembre) de Mauro Bolognini : Elisa
- 1972 : Quartier de femmes (Los amantes de la isla del diablo) de Jesús Franco : Emilia
- 1978 : Sale Rêveur de Jean-Marie Périer : la dame de la villa

## Théâtre
- 1948 : J'irai cracher sur vos tombes de Boris Vian, mise en scène Alfred Pasquali, Théâtre Verlaine
- 1958 : La Brune que voilà de Robert Lamoureux, mise en scène de l'auteur, Théâtre des Variétés : Sonia
- 1959 : Le Train pour Venise de Louis Verneuil et Georges Berr, mise en scène Jacques Charon, Théâtre Michel
- 1962 : Les Cailloux de Félicien Marceau, mise en scène André Barsacq, Théâtre de l'Atelier
- 1962 : Les hommes préfèrent les blondes de Anita Loos, mise en scène Christian-Gérard, Théâtre des Arts
- 1971 : On ne sait jamais de André Roussin, mise en scène de l'auteur, Théâtre de la Michodière

## Publication
- Si tu n'es pas gentille, tu ne feras pas de cinéma, Paris, éditions France-Empire, 1981